# Atsushi Watanabe
Pour les articles homonymes, voir Watanabe.
Atsushi Watanabe (渡辺 篤, Watanabe Atsushi), né le 9 avril 1898 à Asakusa (un quartier de Tokyo situé dans l'arrondissement actuel de Taitō) et mort le 27 février 1977 à Kitasenzoku (un quartier de Tokyo situé dans l'arrondissement de Ōta), est un acteur japonais.

## Biographie
Atsushi Watanabe commence sa carrière à l'opéra d'Asakusa (ja) avant de se consacrer au cinéma.
En 1931, Heinosuke Gosho réalise le premier film entièrement parlant du cinéma japonais, Mon amie et mon épouse, une comédie légère où le ressort dramatique s'appuie sur les bruits du voisinage. Le héros, interprété par Atsushi Watanabe, est un dramaturge qui se rend chez ses voisins pour protester parce qu'il est dérangé par la musique jazz qu'ils écoutent trop fort.
Atsushi Watanabe a tourné dans plus de 250 films entre 1921 et 1970.

## Filmographie sélective

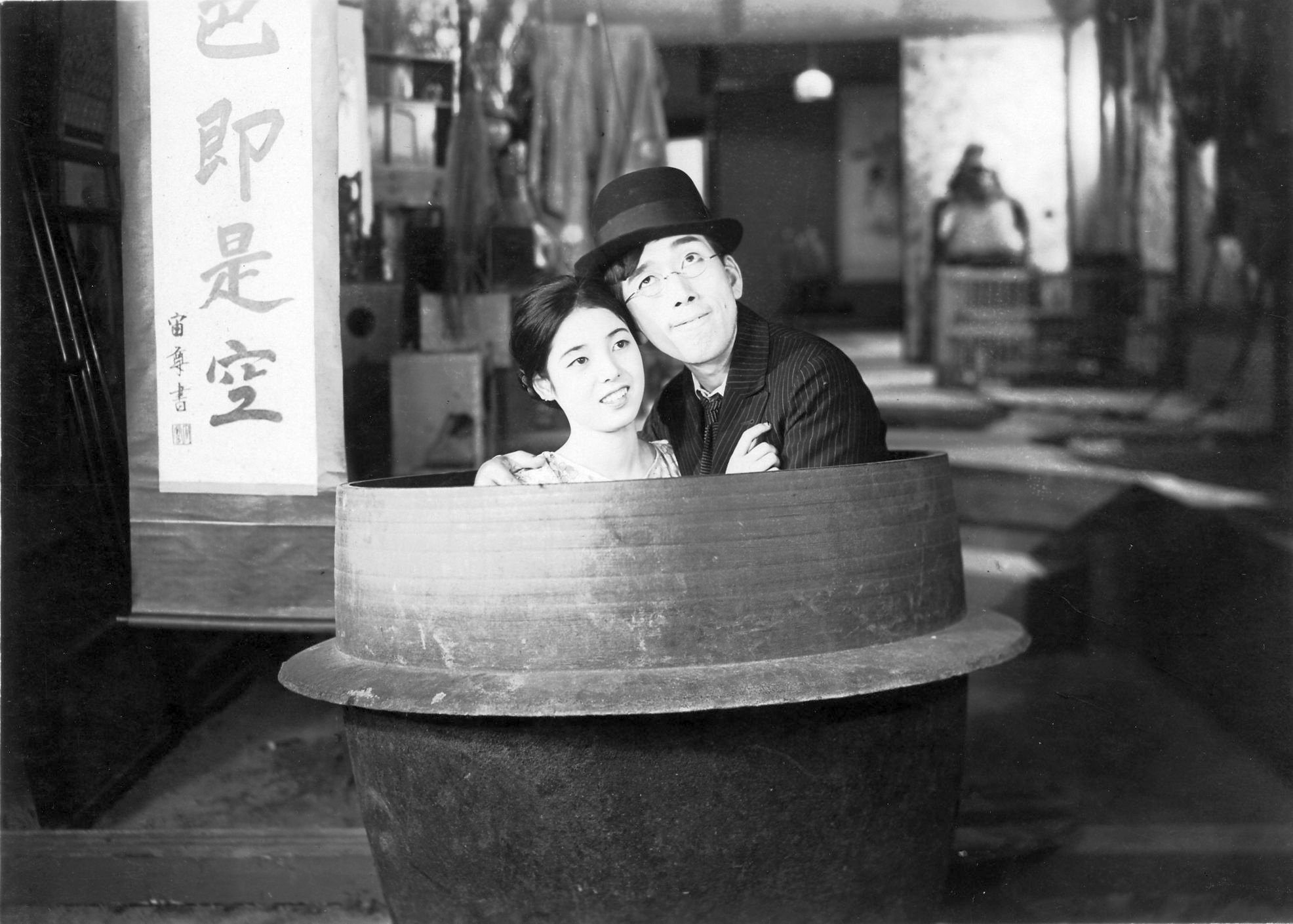
Chiyoko Katori et Atsushi Watanabe dans Ishikawa Goemon no hōji (1930).

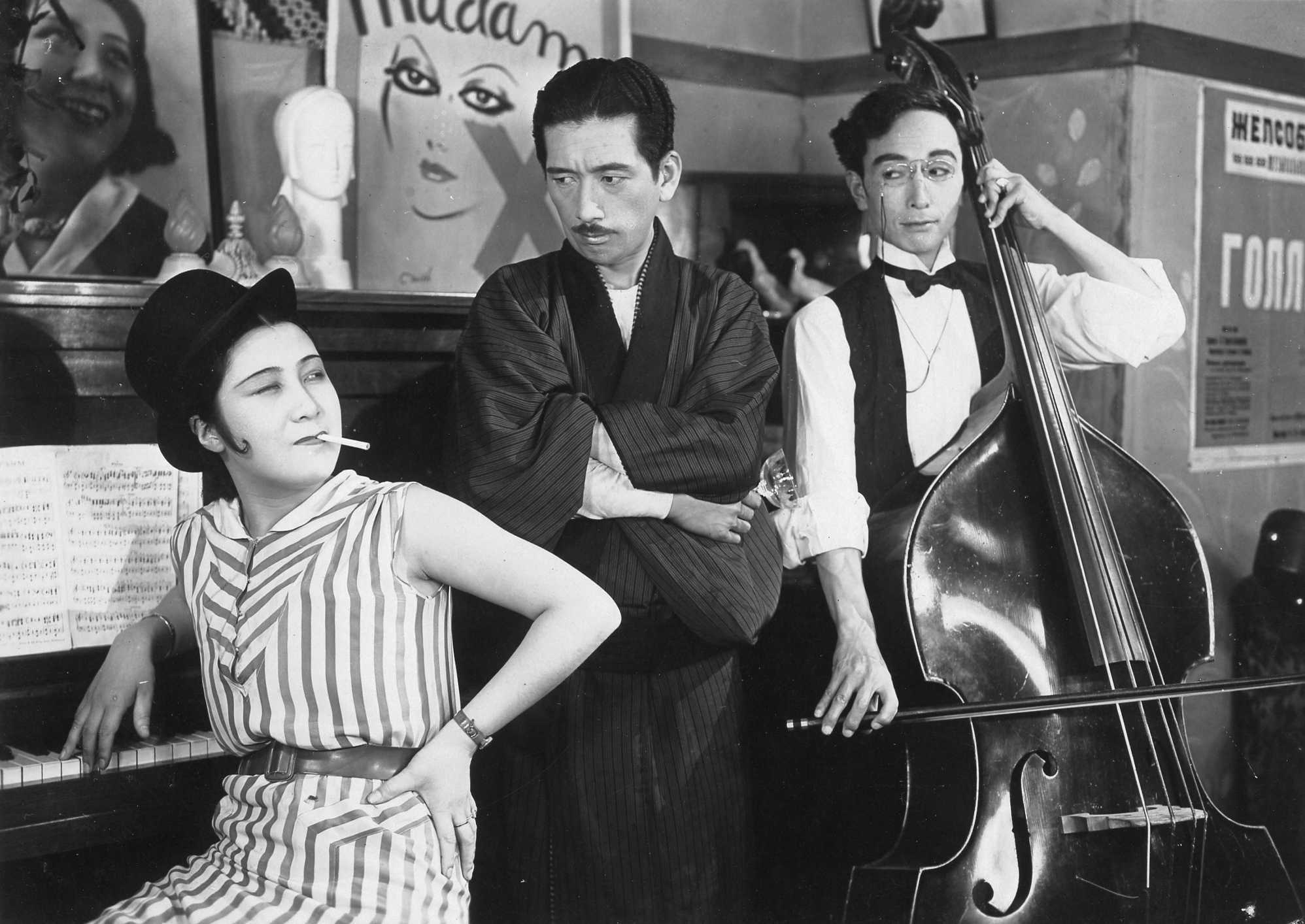
Satoko Date, Atsushi Watanabe et Tokuji Kobayashi dans Mon amie et mon épouse (1931).

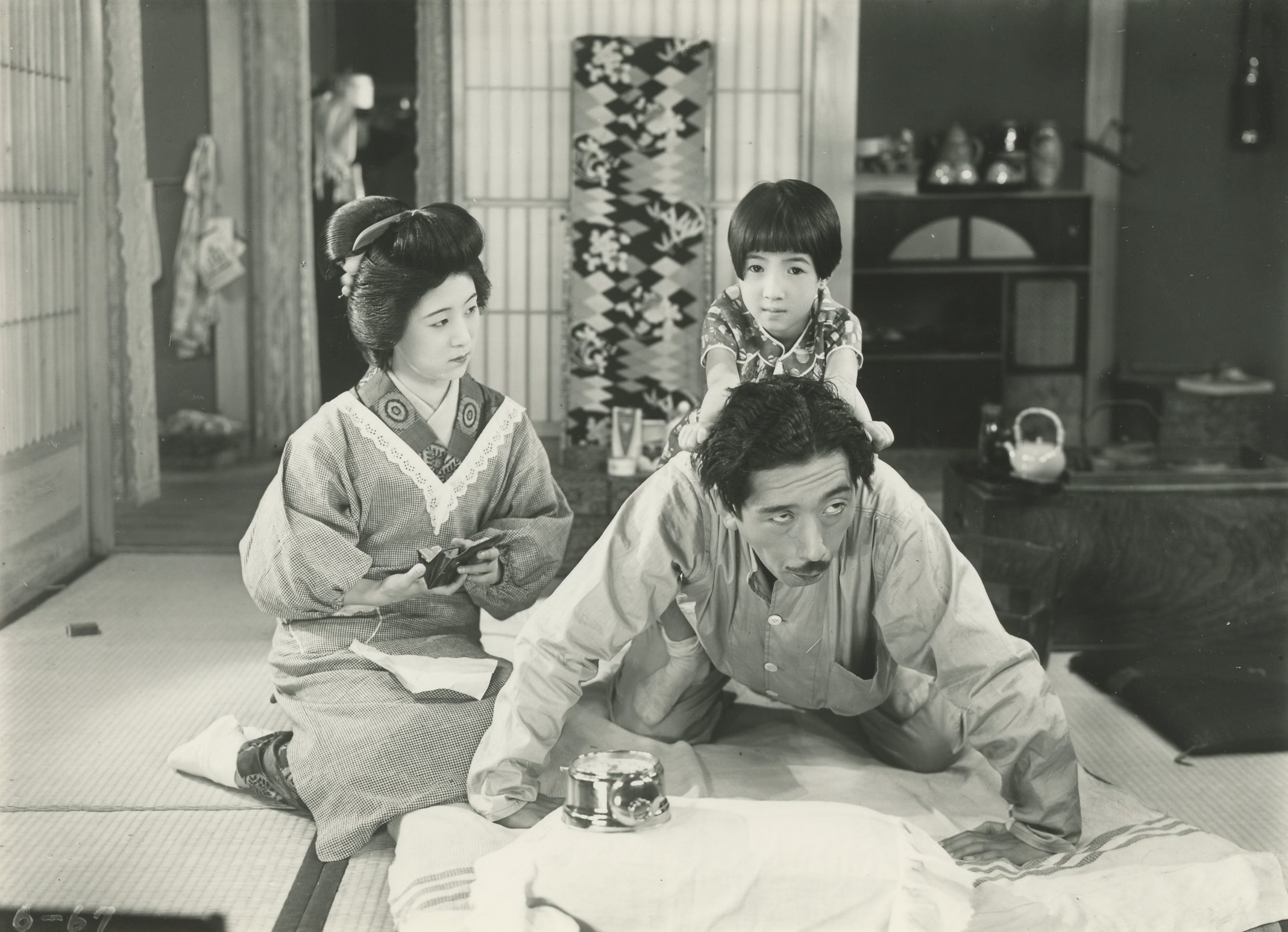
Scène du film avec de gauche à droite : Kinuyo Tanaka, Mitsuko Ichimura et Atsushi Watanabe dans Mon amie et mon épouse (1931).

### Au cinéma

#### Années 1920
- 1921 : Kyōdainaka wa (兄弟仲は?) de Kōroku Numata (ja)
- 1922 : Ah ! le policier Konishi (噫小西巡査, Aa, Konishi junsa?) de Teinosuke Kinugasa et Tomu Uchida
- 1922 : Aru shinbunkisha no shuki (ある新聞記者の手記?) de Teinosuke Kinugasa
- 1924 : Le Chant du chrysanthème blanc (白菊の歌, Shiragiku no uta?) de Hiroshi Shimizu
- 1924 : Mikazuki Oroku: zenpen (三日月お六 前篇?) de Hōtei Nomura
- 1924 : Nemurerū daichii (眠れる大地?) de Takuji Furumi (ja)
- 1925 : Mikazuki Oroku: kōhen (三日月お六 後篇?) de Hōtei Nomura
- 1925 : La Nuit des feux de bivouac (篝火の夜, Kagaribi no yoru?) de Hiroshi Shimizu
- 1925 : Épines roses (桃色の棘, Momoiro no toge?) de Hiroshi Shimizu
- 1925 : Yūdachi kan gorō (夕立勘五郎?) de Jirō Yoshino (ja)
- 1925 : Mahjong (麻雀, Mājan?) de Tadamoto Ōkubo
- 1925 : La Lame de l'homme bon (義人の刃, Gijin no yaiba?) de Hiroshi Shimizu
- 1925 : Umi no yūwaku (海の誘惑?) de Yoshinobu Ikeda
- 1925 : Shina-gai no yoru I (支那街の夜 第一篇?) de Tadamoto Ōkubo
- 1925 : Shina-gai no yoru II (支那街の夜 第二篇?) de Tadamoto Ōkubo
- 1925 : Un méchant descend sur terre (妖星地に堕つれば, Yōsei chi ni otsureba?) de Yasujirō Shimazu
- 1925 : Shina-gai no yoru III (支那街の夜 第三篇?) de Tadamoto Ōkubo
- 1925 : Korera seibatsu (コレラ征伐?) de Tadamoto Ōkubo
- 1925 : Le Secret d’une épouse bien-aimée (愛妻の秘密, Aisai no himitsu?) de Yasujirō Shimazu
- 1925 : Goiken gomuyō (御意見御無用?) de Yoshinobu Ikeda
- 1926 : Tsuchi ni kagayaku (土に輝く?) de Shigeyoshi Suzuki
- 1926 : Don kyūnoshin (鈍急之進?) de Tadamoto Ōkubo et Torajirō Saitō
- 1926 : Une époque languissante (悩ましき頃, Nayamashiki koro?) de Hiroshi Shimizu
- 1926 : Shura hakkō I (修羅八荒 第一篇?) de Tadamoto Ōkubo
- 1926 : Undōka (運動家?) de Shigeyoshi Suzuki
- 1926 : Ai no chikara wa yuki demo tokasu (愛の力は雪でも溶す?) de Tadamoto Ōkubo
- 1926 : Dainankō (大楠公?) de Hōtei Nomura
- 1926 : Yume no ukihashi (夢の浮橋?) de Tadamoto Ōkubo
- 1926 : Un Blanc-bec (お坊ちゃん, Obotchan?) de Yasujirō Shimazu
- 1926 : Ie (家?) de Yoshinobu Ikeda
- 1926 : Aien hyaku mensō (愛怨百面相?) de Tadamoto Ōkubo
- 1926 : Benisu no funauta (ヴェニスの船唄?) de Tadamoto Ōkubo
- 1926 : Yume no koban musume shiranami (夢の小判娘白ま浪?) de Tadamoto Ōkubo
- 1926 : L’Adoration d’une épouse (女房礼讃, Nyōbō reisan?) de Yasujirō Shimazu
- 1926 : Hadaka sōdōki (裸騒動記?) de Shigeyoshi Suzuki
- 1926 : Kara botan (カラボタン?) de Hōtei Nomura
- 1926 : Ama: Nangoku-hen (海人 南国篇?) de Denmei Suzuki
- 1926 : Shinkon jidai (新婚時代?) de Tadamoto Ōkubo
- 1926 : Rajo (裸女?) de Shigeyoshi Suzuki
- 1926 : Kosumosu saku koro (コスモス咲く頃?) de Hōtei Nomura
- 1926 : Junan bana (受難華?) de Kiyohiko Ushihara : Hayashi Kenichi, le président de la banque
- 1927 : Fuyuyasumi (冬休み?) de Shigeyoshi Suzuki
- 1927 : Kyūkanchō (九官鳥?) de Hōtei Nomura : Torakichi Ōyama, le ramoneur
- 1927 : Shinsō no bijo (新窓の美女?) de Keisuke Sasaki
- 1927 : Shōwa jidai (昭和時代?) de Kiyohiko Ushihara : l'assistant de Yasuda
- 1927 : La Jeune Fille mécanique (からくり娘, Karakuri musume?) de Heinosuke Gosho
- 1927 : Tōsei katagi (当世気質?) de Yasujirō Shimazu
- 1927 : Byakkotai (白虎隊?) de Hōtei Nomura
- 1927 : Kafei no joō (カフェーの女王?) de Tadamoto Ōkubo
- 1927 : L’Ombre d’une femme (女の影, Onna no kage?) de Yasujirō Shimazu
- 1927 : L’Homme qui a trouvé l’amour (恋を拾った男, Koi o hirotta otoko?) de Yasujirō Shimazu
- 1927 : Kaihin no joō (海浜の女王?) de Kiyohiko Ushihara : Sangoro Yamada
- 1927 : Tsuki wa mujō (月は無情?) de Tadamoto Ōkubo
- 1927 : Conquête de la dépression (不景気征伐, Fukeiki seibatsu?) de Hiroshi Shimizu et Torajirō Saitō
- 1927 : Mura no isha to modan gāru (村の医者とモダンガール?) de Tadamoto Ōkubo
- 1927 : Raccourci pour faire carrière (出世の近道, Shusse no chikamichi?) de Hiroshi Shimizu
- 1928 : Elle est bien jeune (若しも彼女が, Moshimo kanojo ga?) de Yasujirō Shimazu
- 1928 : Teishu sōjū (亭主操縦?) de Tadamoto Ōkubo
- 1928 : Nonki mono (呑気者?) de Keisuke Sasaki
- 1928 : Katsudō-kyō (活動狂?) de Torajirō Saitō
- 1928 : Kahō wa nete mate (果報は寝て待て?) de Torajirō Saitō
- 1928 : Ren'ai futari angya (恋愛二人行脚?) de Hiroshi Shimizu
- 1928 : L'Apprentissage des plaisirs (道楽御指南, Dōraku goshinan?) de Heinosuke Gosho
- 1928 : Tomioka sensei (富岡先生?) de Hōtei Nomura
- 1928 : Odore wakamono (踊れ若者?) de Hiroshi Shimizu
- 1928 : Appare bi danshi (天晴れ美男子?) de Torajirō Saitō
- 1928 : Une silhouette dans la nuit (人の世の姿, Hito no yo no sugata?) de Heinosuke Gosho
- 1928 : Bonus (ボーナス, Bōnasu?) de Yasujirō Shimazu
- 1928 : La Fiancée recueillie (拾った花嫁, Hirotta hanayome?) de Hiroshi Shimizu
- 1928 : Un couple déménage (引越し夫婦, Hikkoshi fūfu?) de Yasujirō Ozu : Eikichi Fukuoka
- 1928 : Gokurō-sama (御苦労様?) de Tadamoto Ōkubo
- 1928 : Le Roi de la Terre (陸の王者, Riku no ōja?) de Kiyohiko Ushihara
- 1928 : Des années de Showa étincelantes (輝く昭和, Kagayaku Shōwa?) de Yasujirō Shimazu
- 1928 : Fukunokami katte chigai (福の神勝手違ひ?) de Tadamoto Ōkubo
- 1928 : Mère, ne salis pas ton nom ! (母よ君の名を汚す勿れ, Haha-yo kimi no na o kegasu nakare?) de Heinosuke Gosho
- 1929 : Lions d’Echigo (越後獅子, Echigo jishi?) de Yasujirō Shimazu
- 1929 : Shunyō koi tatehiki (春容恋達引?) de Kazunobu Shigemune
- 1929 : Tu me manques (君恋し, Kimi koishi?) de Yasujirō Shimazu
- 1929 : La Femme canard (あひる女, Ahiru onna?) de Hiroshi Shimizu
- 1929 : Iroke tappuri (色気たっぷり?) de Hiroshi Shimizu
- 1929 : Le Bottin des filles modernes (新女性鑑, Shin joseikan?) de Heinosuke Gosho
- 1929 : Combats amicaux à la japonaise (和製喧嘩友達, Wasei kenka tomodachi?) de Yasujirō Ozu : Ryukichi
- 1929 : Compassion bouddhique (多情仏心, Tājō busshin?) de Yasujirō Shimazu
- 1929 : Une chanson gaie (陽気な唄, Yōkina uta?) de Hiroshi Shimizu
- 1929 : Aishite chōdai (愛して頂戴?) de Torajirō Saitō
- 1929 : Kibō (希望?) de Yoshinobu Ikeda
- 1929 : Un père et son fils (親父とその子, Oyaji to sono ko?) de Heinosuke Gosho
- 1929 : Le Bain public (浮世風呂, Ukiyo buro?) de Heinosuke Gosho
- 1929 : Meibō ka (明眸禍?) de Yoshinobu Ikeda
- 1929 : Mi kansei no koi (未完成の恋?) de Torajirō Saitō
- 1929 : Une nuit de passion (情熱の一夜, Jōnetsu no ichiya?) de Heinosuke Gosho
- 1929 : Inochigake (命がけ?) de Keisuke Sasaki
- 1929 : Le Premier cri de l'amour (恋愛第一課, Ren’ai: Daiikka?) de Hiroshi Shimizu

#### Années 1930
- 1930 : Chotto demashita sankaku yarō (ちょっと出ました三角野郎?) de Keisuke Sasaki
- 1930 : Tatakare teishu (たゝかれ亭主?) de Torajirō Saitō
- 1930 : C'est un crime d'avoir les lèvres rouges (紅唇罪あり, Kōshin tsumi ari?) de Hiroshi Shimizu
- 1930 : L'armée avance (進軍, Shingun?) de Kiyohiko Ushihara : officier B
- 1930 : Sentanteki dawane (先端的だわね?) de Keisuke Sasaki
- 1930 : Une beauté (麗人, Reijin?) de Yasujirō Shimazu : un gentleman
- 1930 : Kanojo wa dokoe iku (女は何処へ行く?) de Yoshinobu Ikeda
- 1930 : Une vie souriante (微笑む人生, Hohoemu jinsei?) de Heinosuke Gosho
- 1930 : Ishikawa Goemon no hōji (石川五右衛門の法事?) de Torajirō Saitō : Gorō Ishikawa
- 1930 : Modern okusama (モダン奥様, Modan okusama?) de Kazunobu Shigemune
- 1930 : Ubawareta kuchibiru (奪はれた唇?) de Torajirō Saitō
- 1930 : La Marche de la mer (海の行進曲, Umi no kōshinkyoku?) de Hiroshi Shimizu
- 1930 : Le Sang de la jeunesse (青春の血は躍る, Seishun no chi wa odoru?) de Hiroshi Shimizu
- 1930 : Wakamono yo naze naku ka (若者よなぜ泣くか?) de Kiyohiko Ushihara
- 1930 : Iroke dango sōdōki (色気だんご騒動記?) de Torajirō Saitō
- 1931 : Modan kagonotori (モダン籠の鳥?) de Torajirō Saitō
- 1931 : Onna wa tsuyoku te yowai mono (女は強くて弱いもの?) de Keisuke Sasaki
- 1931 : Deux soirées troublées par un couple (混線ニタ夫婦, Konsen nita fūfu?) de Hiroshi Shimizu
- 1931 : Kono ana o miyo (この穴を見よ?) de Torajirō Saitō
- 1931 : Amour, sois avec l’humanité (愛よ人類と共にあれ, Ai yo jinrui to tomo ni are?) de Yasujirō Shimazu : Yoshida, un secrétaire
- 1931 : Matsu no furōsha (街の浮浪者?) de Yoshinobu Ikeda
- 1931 : Kagoya dainagon (かごや大納言?) de Buntarō Futagawa
- 1931 : Mon amie et mon épouse (マダムと女房, Madamu to nyōbō?) de Heinosuke Gosho : le dramaturge
- 1931 : Runpen to sono musume (ルンペンとその娘?) de Shirō Kido
- 1931 : Runpen niwaka daijin (ルンペン俄大盡?) d'Atsushi Watanabe
- 1932 : Kuma no deru kaikonchi (熊の出る開墾地?) de Shigeyoshi Suzuki : Sahei
- 1932 : Amerika kōro (アメリカ航路?) de Saburō Aoyama
- 1932 : Midori no kishu (緑の騎手?) de Noji Nakamura : Genzo, le garçon d'écurie
- 1932 : Machi: seiishun sōtohen (街 青春争闘篇?) de Saburō Aoyama
- 1932 : Shin senjō (新戦場?) de Kumahiko Nishina
- 1932 : Konjiki yasha (金色夜叉?) de Saburō Aoyama et Shigeyoshi Suzuki : Tadatsugu Toyama
- 1932 : Bible moderne (もだん聖書 当世立志読本巻一, Modan seisho: Tōsei risshi tokuhon kan'ichi?) de Yutaka Abe
- 1934 : Karisome no kuchibeni (雁来紅?) de Shigeyoshi Suzuki : Ogata
- 1937 : Ushizure chōtokkyū (牛づれ超特急?) de Toshio Ōtani (ja)
- 1938 : Roppa no otōsan (ロッパのおとうさん?) de Torajirō Saitō
- 1939 : Roppa no Ōkubo Hikozaemon (ロッパの大久保彦左衛門?) de Torajirō Saitō
- 1939 : Musume no negai wa tada hitotsu (娘の願ひは唯一つ?) de Torajirō Saitō
- 1939 : Le Professeur (ロッパの頬白先生, Roppa no Hōjiro-sensei?) de Yutaka Abe
- 1939 : Roppa no komori uta (ロッパの子守唄?) de Torajirō Saitō
- 1939 : Tōkyō Blues (東京ブルース, Tōkyō burūsu?) de Torajirō Saitō
- 1939 : Roppa uta no miyako e yuku (ロッパ歌の都へ行く?) de Hideo Oguni

#### Années 1940
- 1940 : Roppa no dadakko tōchan (ロッパの駄々っ子父ちゃん?) de Torajirō Saitō
- 1940 : Oyako kujira (親子鯨?) de Torajirō Saitō
- 1941 : L'Homme qui a disparu hier (昨日消えた男, Kinō kieta otoko?) de Masahiro Makino : Kanko
- 1941 : Kodakara fūfu (子宝夫婦?) de Torajirō Saitō
- 1941 : Iemitsu to Hikoza (長谷川・ロッパの 家光と彦左, Hasegawa Roppa no Iemitsu to Hikoza?) de Masahiro Makino
- 1941 : Si l'on chante c'est le paradis (歌へば天国, Utaeba tengoku?) de Satsuo Yamamoto et Motoyoshi Oda
- 1941 : Le Chemin de gloire d'un homme (男の花道, Otoko no hanamichi?) de Masahiro Makino : Kasuke
- 1942 : Minami kara kaetta hito (南から帰った人?) de Torajirō Saitō
- 1943 : Ongaku daishingun (音楽大進軍?) de Kunio Watanabe
- 1944 : Cette belle vie'' (楽しき哉人生, Tanoshiki kana jinsei?) de Mikio Naruse : Shūkichi, l'horloger
- 1944 : Le Chemin du drame (芝居道, Shibaidō?) de Mikio Naruse[5]
- 1945 : Tokkan ekichō (突貫駅長?) de Torajirō Saitō
- 1946 : Tōhō shōbōto (東宝ショウボート?) de Senkichi Taniguchi
- 1946 : Les Frères Okagura (おかぐら兄弟, Okagura kyōdai?) de Hiroshi Inagaki
- 1947 : Todoroki-sensei (轟先生?) de Kōji Shima
- 1947 : Ongaku gonin otoko (音楽五人男?) de Motoyoshi Oda
- 1947 : Un merveilleux dimanche (素晴らしき日曜日, Subarashiki nichiyobi?) d'Akira Kurosawa : Yamamoto
- 1947 : L'Époque des nouveaux idiots I (新馬鹿時代 前篇, Shin baka jidai: Zenpen?) de Kajirō Yamamoto
- 1947 : L'Époque des nouveaux idiots II (新馬鹿時代 後篇, Shin baka jidai: Kōhen?) de Kajirō Yamamoto
- 1949 : Enfant du vent (風の子, Kaze no ko?) de Kajirō Yamamoto
- 1949 : Nodo jimankyō jidai (のど自慢狂時代?) de Torajirō Saitō
- 1949 : Hanakurabe tanuki goten (花くらべ狸御殿?) de Keigo Kimura
- 1949 : Umon torimonochō: Nazo no hachijūhachiya (右門捕物帖 謎の八十八夜?) de Kyōtarō Namiki : Matsu
- 1949 : Ashi o aratta otoko (足を洗った男?) de Taizō Fuyushima (ja)
- 1949 : Un couple au septième ciel (エノケン・笠置の極楽夫婦, Enoken Kasagi no Gokuraku fūfu?) de Kazuo Mori
- 1949 : Odoroki ikka (おどろき一家?) de Torajirō Saitō
- 1949 : Hebihime dōchū (蛇姫道中?) de Keigo Kimura et Santarō Marune
- 1949 : Utau maboroshi goten (歌うまぼろし御殿?) de Motoyoshi Oda

#### Années 1950
- 1950 : Zoku Hebihime dōchū (続蛇姫道中?) de Keigo Kimura et Santarō Marune
- 1950 : Rapport sur la conduite du professeur Ishinaka (石中先生行状記, Ishinaka sensei gyōjoki?) de Mikio Naruse
- 1950 : Les Quatre saisons de la femme (女の四季, Onna no shiki?) de Shirō Toyoda
- 1950 : L'Homme couvert de blessures (傷だらけの男, Kizu darake no otoko?) de Masahiro Makino
- 1950 : Enoken no sokonuke dai hōsō (エノケンの底抜け大放送?) de Kunio Watanabe
- 1950 : Shimikin no muteki keirin-ō (シミキンの無敵競輪王?) de Motoo Nishimura (ja)
- 1950 : Ōoka seidan: Shōgun wa yoru odoru (大岡政談 将軍は夜踊る?) de Santarō Marune (ja)
- 1950 : Yaji Kita bugiugi dōchū (弥次喜多ブギウギ道中?) de Tatsuo Ōsone
- 1950 : Enoken no gōketsu ichi dai otoko (エノケンの豪傑一代男?) de Ryōhei Arai
- 1950 : Amakara chindōchū (アマカラ珍道中?) de Nobuo Nakagawa
- 1950 : Enoken no happyakuya-danuki ōabare (エノケンの八百八狸大暴れ?) de Kunio Watanabe
- 1951 : Umon torimonochō: Katame ōkami (右門捕物帖 片眼狼?) de Nobuo Nakagawa : 'Chongire' no Matsu
- 1951 : Jōshū karasu (上州鴉?) de Taizō Fuyushima (ja)
- 1951 : Gokuraku rokka sen (極楽六花撰?) de Kunio Watanabe
- 1952 : Awa tanuki yashiki (阿波狸屋敷?) de Kōzō Saeki
- 1952 : Musume jūhachi bikkuri tengoku (娘十八びっくり天国?) de Torajirō Saitō[6]
- 1952 : Yagura daiko (やぐら太鼓?) de Masahiro Makino et Eisuke Takizawa : Zenba
- 1952 : Mukashibanashi horumon monogatari (昔話ホルモン物語?) de Rokuya Uchimura
- 1952 : Musume jūku wa mada junjō yo (娘十九はまだ純情よ?) de Masaki Mōri (ja) : Yoshibei Echigoya[7]
- 1952 : Zeninashi Heita torimonochō (銭なし平太捕物帖?) de Shigeo Tanaka
- 1952 : Vivre (生きる, Ikiru?) d'Akira Kurosawa : un patient
- 1952 : Ashita wa gekkyūbi (明日は月給日?) de Yūzō Kawashima : Furugaki
- 1952 : Kon'ya Takao (紺屋高尾?) de Yasushi Sasaki
- 1953 : Kurama Tengu: Shippū unmo saka (鞍馬天狗 疾風雲母坂?) de Ryō Hagiwara
- 1953 : Asayake Fuji: Zenpen (朝焼け富士 前篇?) de Sadatsugu Matsuda
- 1953 : Asayake Fuji: Kōhen (朝焼け富士 後篇?) de Sadatsugu Matsuda
- 1953 : Umon torimonochō: Karakuri kaidō (右門捕物帖 からくり街道?) de Kyōtarō Namiki
- 1953 : Haresugata: Izu no Satarō (晴れ姿 伊豆の佐太郎?) de Nobuo Nakagawa
- 1953 : Bocchan (坊っちゃん?) de Seiji Maruyama : un enseignant
- 1953 : Beranmei shishi (べらんめえ獅子?) de Kunio Watanabe
- 1954 : Jazu sutā tanjō (ジャズ・スター誕生?) de Motoo Nishimura (ja)
- 1954 : Les Sept Samouraïs (七人の侍, Shichinin no samurai?) d'Akira Kurosawa : le vendeur de manjū
- 1954 : Natsumatsuri rakugo nagaya (夏祭り落語長屋?) de Nobuo Aoyagi
- 1954 : Satomi hakken-den (里見八犬伝?) de Toshikazu Kōno (ja)
- 1954 : Zenigata Heiji torimono hikae: Yūrei daimyō (銭形平次捕物控 幽霊大名?) de Mitsuo Hirotsu (ja)
- 1954 : Shichihenge tanuki gotenu (七変化狸御殿?) de Tatsuo Ōsone
- 1955 : Le Mont Fuji et la lance ensanglantée (血槍富士, Chiyari Fuji?) de Tomu Uchida
- 1955 : Kenka bugyō (喧嘩奉行?) de Yasushi Sasaki
- 1955 : Sararīman: Mejiro sanpei (サラリーマン 目白三平?) de Yasuki Chiba
- 1955 : Hatamoto taikutsu otoko: Nazo no fukumaden (旗本退屈男 謎の伏魔殿?) de Yasushi Sasaki
- 1955 : Umon torimonochō: Kyōfu no jūsanya (右門捕物帖　恐怖の十三夜?) de Toshio Shimura (ja)
- 1955 : Ara jishi wangan (荒獅子判官?) de Yasushi Sasaki
- 1955 : Vivre dans la peur (生きものの記録, Ikimono no kiroku?) d'Akira Kurosawa : Ishida, ouvrier à l'usine
- 1955 : Hatamoto taikutsu otoko: Nazo no kettō-jō (旗本退屈男 謎の決闘状?) de Yasushi Sasaki
- 1956 : Ruten (流転?) de Tatsuo Ōsone
- 1956 : Hatamoto taikutsu otoko: Nazo no yūreisen (旗本退屈男 謎の幽霊船?) de Sadatsugu Matsuda
- 1956 : Yakuza daimyō (やくざ大名?) de Yasushi Sasaki
- 1956 : Dans le tumulte du typhon (台風騒動記, Taifū sōdōki?) de Satsuo Yamamoto
- 1957 : Hatamoto taikutsu otoko: Nazo no gurentō (旗本退屈男 謎の紅蓮搭?) de Sadatsugu Matsuda
- 1957 : Akuma no kao (悪魔の顔?) de Tsuruo Iwama (ja)
- 1957 : Les Bas-Fonds (どん底, Donzoko?) d'Akira Kurosawa : Kuna
- 1957 : Hana kurenai ni (花くれないに?) de Tsuneo Tabata : Sen'yama
- 1957 : Hatamoto taikutsu otoko: Nazo no hebihime yashiki (旗本退屈男 謎の蛇姫屋敷?) de Yasushi Sasaki
- 1958 : Un lion de mille ryos (千両獅子, Senryō jishi?) de Tomu Uchida : Kansuke
- 1958 : Gekkyū 13,000-en (月給13,000円?) de Yoshitarō Nomura
- 1958 : Tonosama Yajikita: Kaidan dōchū (殿さま弥次喜多 怪談道中?) de Tadashi Sawashima
- 1959 : Hatamoto taikutsu otoko: Nazo no nanban taiko (旗本退屈男 謎の南蛮太鼓?) de Yasushi Sasaki
- 1959 : Meiken monogatari: Dangai no shiyōnen (名犬物語 断崖の少年?) de Masamitsu Igayama (ja)
- 1959 : Chambre à louer (貸間あり, Kashima ari?) de Yūzō Kawashima

#### Années 1960 et 1970
- 1960 : La Voie fleurie de l'enfer (天保六花撰 地獄の花道, Tenpō rokkasen: Jigoku no hanamichi?) de Masahiro Makino
- 1960 : Ayamegasa: Kenka kaidō (あやめ笠 喧嘩街道?) de Tai Katō
- 1960 : Kaidan gojūsan tsugi (怪談五十三次?) de Kōkichi Uchide (ja)
- 1960 : Yomesagashi senryō shōbu (嫁さがし千両勝負?) de Shigehiro Ozawa
- 1960 : Koi shigure senryō shōbu (恋しぐれ千両勝負?) de Shigehiro Ozawa
- 1961 : Shin nitōhei monogatari: Medetaku gaisen no maki (新・二等兵物語 めでたく凱旋の巻?) de Kin'ya Sakai
- 1961 : Hatamoto kenka taka (旗本喧嘩鷹?) de Nobuo Nakagawa : Yobei Tajimaya
- 1961 : Le Garde du corps (用心棒, Yojimbo?) d'Akira Kurosawa : le tonnelier, fabricant de cercueils
- 1961 : Le Spectre de Dame Iwa (怪談お岩の亡霊, Kaidan Oiwa no bōrei?) de Tai Katō
- 1961 : Machi ni kikyū ga agaru toki (街に気球があがる時?) de Motomu Ida
- 1962 : Les Vieilles Dames du Japon (喜劇 にっぽんのお婆あちゃん, Kigeki: Nippon no obāchan?) de Tadashi Imai : Suzumura
- 1962 : Hatamoto taikutsu otoko: Nazo no sango yashiki (旗本退屈男 謎の珊瑚屋敷?) de Nobuo Nakagawa
- 1962 : Me o tsubutte tsuppashire (目をつぶって突っ走れ?) de Kiyoshi Horiike (ja)
- 1963 : Kigeki: Ekimae chagama (喜劇 駅前茶釜?) de Seiji Hisamatsu
- 1963 : Bakurō ichidai (馬喰一代?) de Masaharu Segawa : Ogasawara[8]
- 1963 : Okashina yatsu (おかしな奴?) de Tadashi Sawashima : Takuetsu[9]
- 1964 : Le Crétin irresponsable (いいかげん馬鹿, Iikagen baka?) de Yōji Yamada
- 1964 : Le Fou conducteur de tanks (馬鹿が戦車でやって来る, Baka ga tanku de yatte kuru?) de Yōji Yamada
- 1964 : Le Camélia à cinq pétales (五瓣の椿, Goben no tsubaki?) de Yoshitarō Nomura : Yosuke
- 1965 : Barberousse (赤ひげ, Akahige?) d'Akira Kurosawa : Patient B
- 1965 : Sutekina konban wa (素敵な今晩わ?) de Yoshitarō Nomura
- 1966 : Ohana han (おはなはん?) de Yoshitarō Nomura : Kitakawara, le maire
- 1967 : Le Grand Rêve de Kyuchan (九ちゃんのでっかい夢, Kyūchan no dekkai yume?) de Yōji Yamada
- 1967 : Élégie de l'amour (愛の讃歌, Ai no sanka?) de Yōji Yamada
- 1968 : Nippon ichi no uragiri-otoko (日本一の裏切り男?) d'Eizō Sugawa
- 1968 : Sukurappu shūdan (スクラップ集団?) de Tomotaka Tasaka
- 1970 : Dodes'kaden (どですかでん, Dodesukaden?) d'Akira Kurosawa : M. Tanba

### À la télévision
- 1966 : Seishun to wa nanda (青春とはなんだ?) (1 épisode)

### Comme réalisateur
- 1931 : Runpen niwaka daijin (ルンペン俄大盡?)

### Film documentaire
- 2002 : Kurosawa Akira: Tsukuru to iu koto wa subarashii (images d'archive)